# Glen McPherson n.º 46
Glen McPherson n.º 46 es un municipio rural canadiense situado en la provincia de Saskatchewan.

## Superficie
Glen McPherson n.º 46 tiene una superficie de 845,13 km².

## Demografía
En 2021, tenía 76 habitantes, una densidad poblacional de 0,1 hab./km², y 40 viviendas.